# Pietro Mango
Pietro Mango (Napoli, ... – ...; fl. XVII secolo) è stato un pittore italiano.

## Biografia
Pietro Mango fu chiamato a Mantova, insieme con altri artisti, per decorare gli appartamenti ducali, svuotati dalle vendite del 1627 a Carlo I d'Inghilterra e ulteriormente devastati nel corso del sacco perpetrato dalle truppe imperiali, i Lanzichenecchi. La chiamata venne dalla reggente Maria Gonzaga che lo indicò tra i "servitori e curiali" di suo figlio, il duca Carlo II Gonzaga Nevers.  Fu al servizio dei Gonzaga Nevers dal 1646 al 1656. Quattro enormi teleri con Storie di Giuditta e frammenti di un ciclo di dipinti a olio su cuoio argentato e meccato è quanto rimane in Palazzo Ducale dell'opera del Mango. Le grandi tele con scene della vita di Giuditta (Giuditta all'accampamento di Oloferne, Il convito di Oloferne, Giuditta decapita Oloferne, L'esposizione della testa di Oloferne) sono ancora nella loro originaria ubicazione, nella stanza di Giuditta che deve la denominazione alla presenze di questo imponente ciclo pittorico..
Pietro Mango eseguì nel 1655 la Circoncisione di Gesù per la basilica di Santa Maria Assunta di Gandino (Bg), dipinto poi trasferito ed esposto nel museo della basilica. 
Nel 1656 dipinse una rappresentazione, andata dispersa, del Martirio di san Bartolomeo apostolo, all'interno dell'omonima chiesa situata a Bornato, frazione del comune bresciano di Cazzago San Martino. Sempre nel1656 lavorò a una tela raffigurante Mosè che fa scaturire l'acqua dalla roccia, collocata nel transetto destro della basilica di Santa Maria Maggiore a Bergamo firmata con l'indicazione dell'origine napoletana e della dipendenza dal duca di Mantova.
Martirio di San Defendente è un'opera di Mango eseguita per la basilica di San Defendente di Romano di Lombardia (Bg), dove è esposta. 